# Куземский, Александр Леонидович
Александр Леонидович Куземский (род. 1944 г.) — советский и российский физик-теоретик, доктор физико-математических наук. Ученик академика Николая Николаевича Боголюбова и профессора Дмитрия Николаевича Зубарева. Специалист в области теоретической физики, статистической механики и квантовой теории магнетизма. Разработал аналитические методы в теории многих взаимодействующих частиц. Получил ряд результатов в области статистической физики и квантовой теории твёрдого тела.

## Биография
А. Л. Куземский окончил физический факультет (1963—1969) Московского государственного университета имени М. В. Ломоносова (МГУ).
В 1967—1969 гг. поступил и учился на кафедре теории атомного ядра,
возглавляемой профессором Дмитрием Ивановичем Блохинцевым (1908—1979) в г. Москва и г. Дубна.
В декабре 1968 г. защитил дипломную работу на кафедре теории атомного ядра
по теме К теории ферромагнитного кристалла с двумя спинами в узле (научный руководитель проф.
чл.-корр. АН СССР Л. А. Максимов, ИАЭ им. И. В. Курчатова).
С февраля 1969 г. принят на работу в ЛТФ ОИЯИ в качестве
стажера-исследователя в сектор статистической физики,
ранее возглавлявшийся проф. С. В. Тябликовым (1921—1968).
В декабре 1970 г. защитил кандидатскую диссертацию по теме Применение метода неравновесного статистического оператора к теории твердого ортоводорода
(научный руководитель проф. Д. Н. Зубарев (1917—1992)). В 1985 г.
защитил докторскую диссертацию по теме Микроскопическая теория корреляционных эффектов в переходных металлах и сплавах (Лаборатория теоретической физики им. Н. Н. Боголюбова, Объединенный институт ядерных исследований г. Дубна). В настоящее время
работает ведущим научным сотрудником Лаборатории теоретической физики им. Н. Н. Боголюбова, Объединенный институт ядерных исследований, г. Дубна. В 1987—1997 гг. был
членом Правления Московского физического общества,
членом редакционной коллегии Journal of the Moscow Physical Society.
Делегат от Дубны на первом учредительном съезде Всесоюзного физического общества.
Член Магнитного общества РФ. А. Л. Куземский уделяет время и педагогической работе, руководит дипломными
работами студентов. Неоднократно работы, выполненные под его руководством, занимали первые места на
общероссийских конкурсах. Эта его деятельность отмечена специальным дипломом Министерства образования РФ в 2000 г. Дата обращения: 13 ноября 2011. Архивировано из оригинала 21 декабря 2012 года..
А. Л. Куземский автор более 210 научных работ и около 30 печатных работ по общим вопросам науки, связи физики и философии и т. п. Около 10 статей им опубликовано в
газете ДУБНА. Наука. Содружество. Прогресс.
Основные работы А. Л. Куземского посвящены статистической физике и квантовой
теории твердого тела. В круг его интересов входят принципиальные вопросы
физики магнетизма, методы квантовой теории магнетизма и, в частности, метод
двухременных температурных функций Грина, широко используемый в различных
задачах физики систем многих взаимодействующих частиц. Им рассмотрен круг задач квантовой теории твердого тела, в частности построение последовательной
квантовостатистической теории магнетизма и сверхпроводимости сложных веществ на основе
приближения сильно связанных электронов.
А. Л. Куземский разработал
эффективный самосогласованный метод описания сильно взаимодействующих
Ферми систем на решетке. Метод применялся для описания квантовых
кооперативных эффектов и квазичастичной динамики основных микроскопических
моделей магнетизма: модели Гейзенберга, модели Хаббарда, модели Андерсона,
спин-фермионной модели и т. п. Проведен сравнительный анализ этих моделей и
их применимость для описания сложных магнитных веществ.
В рамках метода неравновесного статистического оператора Д. Н. Зубарева
дан вывод обобщенных кинетических уравнений
для системы в термостате. Изучено динамическое поведение частицы в среде с учетом
эффектов диссипации. При этом получено обобщенное уравнение типа уравнения Шредингера, описывающее
движение частицы в среде с трением.
А. Л. Куземский продолжает научную работу посвящённую методам и моделям
квантовой теории многих тел. Им опубликованы 2 монографии по этой тематике.
В книге вышедшей в издательстве ОИЯИ в 2009 г.: А. Л. Куземский
РАБОТЫ ПО СТАТИСТИЧЕСКОЙ ФИЗИКЕ И КВАНТОВОЙ ТЕОРИИ ТВЕРДОГО ТЕЛА, дано сжатое, но детальное
и общедоступное изложение этих работ. Им опубликовано также 20 обзоров по различным вопросам квантовой теории твердого тела, в том числе обзоры работ Дмитрия Ивановича Блохинцева
и Николая Николаевича Боголюбова. В 2008—2009 гг. Куземский
принимал активное участие в подготовке и комментировании двухтомника Избранных трудов Д. И. Блохинцева (Физматлит, Москва, 2009). В 2017 г. им опубликована фундаментальная монография: Statistical Mechanics and the Physics of Many-Particle Model Systems (World Scientific, Singapore, 2017) 1260 с., ISBN 978-981-3145-62-7; http://www.worldscientific.com/worldscibooks/10.1142/10169